# Georg Sanders
Georg Sanders, russisch Георгий Сандерс, war ein russischer Eiskunstläufer, der im Einzellauf startete.
Bei der ersten Eiskunstlauf-Weltmeisterschaft, die ausgetragen wurde, gewann Sanders im Jahr 1896 in Sankt Petersburg die Bronzemedaille hinter Gilbert Fuchs und Gustav Hügel. Es war der einzige große internationale Wettbewerb an dem Sanders teilgenommen hat. Nach Beendigung seiner aktiven Sportlerkarriere war er einige Male als Punktrichter bei Welt- und Europameisterschaften tätig.

## Ergebnisse
| Wettbewerb / Jahr   | 1896 |
| ------------------- | ---- |
| Weltmeisterschaften | 3.   |